# سنجارد (شركة)
سنجارد (بالإنجليزية: SunGard) كانت شركة أمريكية متعددة الجنسيات مقرها في واين ( بنسلفانيا)، التي قدمت برامج وخدمات للتعليم والخدمات المالية ومؤسسات القطاع العام. تم تشكيلها في عام 1983، كفرع لقسم خدمات الكمبيوتر في شركة صن أويل. كان اسم الشركة في الأصل اختصارًا يرمز إلى Sun Guaranteed Access to Recovered Data، في إشارة إلى أعمال التعافي من الكوارث التي ساعدت في ريادتها. لاحقاً صُنفت سنجارد في المرتبة 480 في قائمة فورتشين 500 الأمريكية في عام 2012.
في أغسطس 2015 ، أعلنت شركة FIS أنها وقعت اتفاقية نهائية للاستحواذ على سنجارد.
في فبراير 2017 ، استحوذت شركة فيستا إيكويتي بارتنرز على أعمال القطاع العام والتعليم في سنجارد من شركة FIS ، وأعادت تسمية SunGard Public Sector إلى Superion بحلول أبريل 2017 ، مع إضافة SunGard Education إلى مقتنيات PowerSchool الخاصة بها.